# Allée du Professeur-Camille-Soula
L'allée du Professeur-Camille-Soula (en occitan : alèa del Professor Camil Soula) est une voie publique de Toulouse, chef-lieu de la région Occitanie, dans le Midi de la France. Elle se trouve sur l'île du Ramier, dans le secteur 5 - Sud-Est.

## Situation et accès

### Voies rencontrées
L'allée du Professeur-Camille-Soula rencontre les voies suivantes, dans l'ordre des numéros croissants (« g » indique que la rue se situe à gauche, « d » à droite) :
1. Chemin de la Loge
2. Rond-point André-Cros
3. Allée Gabriel-Biénès (g)
4. Rue Colette-Besson (g)
5. Allée Jacques-Lacassagne (g)
6. Allée Gabriel-Biénès (g)
7. Rond-point du Commandant-Cousteau
8. Esplanade Georges-Vallerey (g)
9. Rond-point Michel-Benech

### Transports
L'allée du Professeur-Camille-Soula n'est pas directement desservi par les transports en commun. Au sud, la passerelle de la Poudrerie permet cependant de rejoindre l'avenue du Maréchal-de-Lattre-de-Tassigny, parcourue et desservie par la ligne de bus 44. La station de métro la plus proche est la station Empalot, sur la ligne de métro , près de laquelle se trouvent les arrêts des lignes de Linéo L5 et de bus 4454152. Plus au nord, le pont Pierre-de-Coubertin est parcouru par les lignes de Linéo L4L5 et de bus 34152. Enfin, au nord, le pont Saint-Michel abrite la station Île-du-Ramier, sur les lignes de tramway  , près de laquelle se trouvent également les arrêts de la ligne de bus 66.
Les stations de vélos en libre-service VélôToulouse les plus proches sont les stations no 69 (11 allées Paul-Feuga),no 155 (34 boulevard des Récollets) et no 255 (2 rue des Mouettes).

## Odonymie

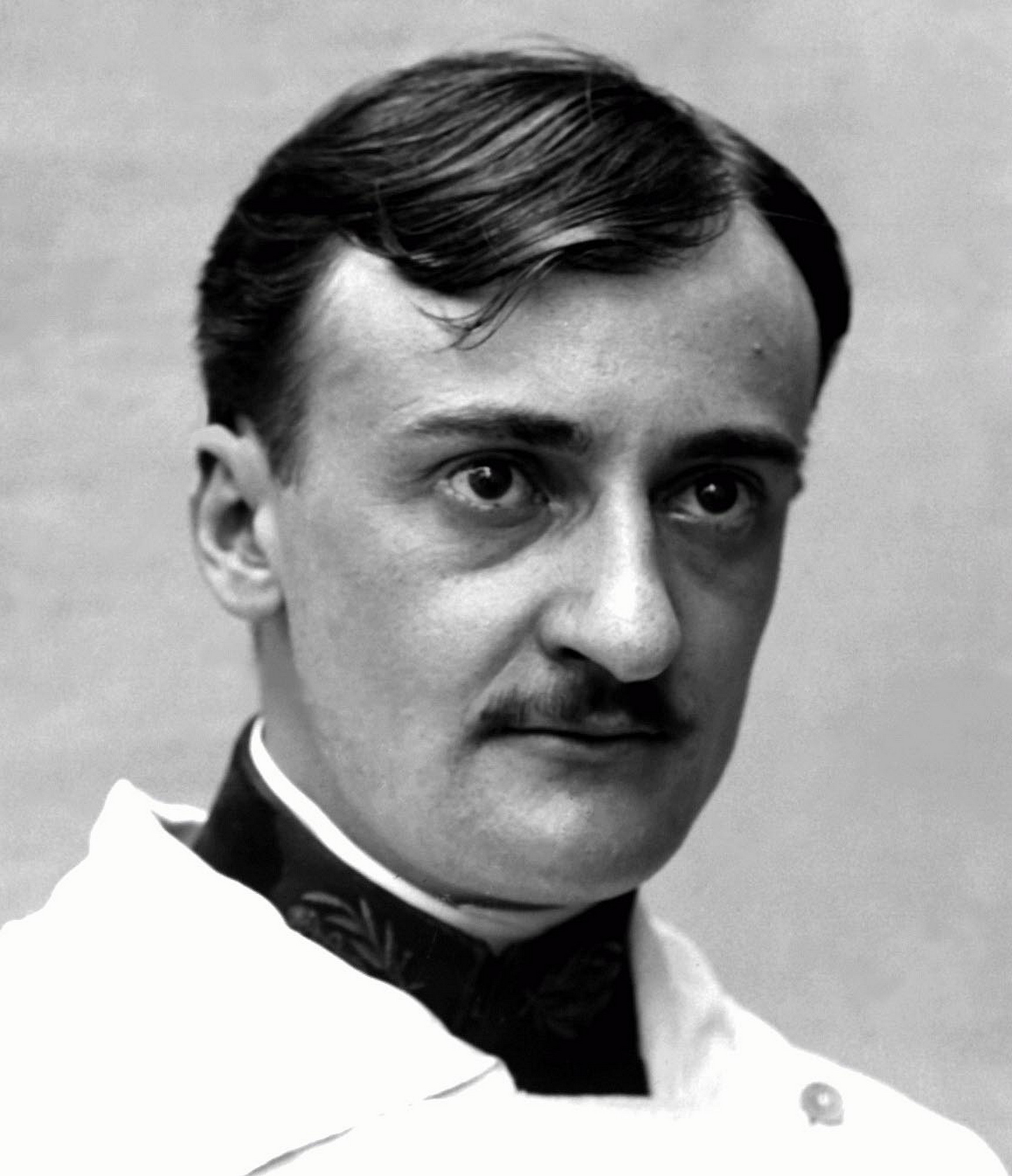
Camille Soula, médecin-auxiliaire des armées en 1914.

L'allée du Professeur-Camille-Soula ne fut longtemps qu'un chemin sans dénomination. C'est en 1970 que, sur proposition de la municipalité de Louis Bazerque, le nom de Camille Soula (1888-1963) lui fut donné. Personnalité originale, né à Foix (Ariège) dans une famille de notables républicains, il se consacre à la médecine, et participe à la Première Guerre mondiale comme médecin auxiliaire. Revenu de la guerre, il est agrégé de médecine en 1920, titulaire de la chaire de physiologie à la faculté de médecine de Toulouse en 1935. En 1939, il fonde l'Institut régional d'éducation physique et sportive à Toulouse, puis le Laboratoire de physiologie du travail à Paris. Parallèlement, artiste et poète, il fréquente les milieux artistiques et littéraires, particulièrement occitans – il fonde l'Institut d'études occitanes en 1945. Pendant la Seconde Guerre mondiale, il rejoint la Résistance aux côtés de Jean Cassou, Joseph Ducuing, puis Silvio Trentin, cache des aviateurs britanniques, aide des Juifs ou des résistants à passer en Espagne. Il est arrêté par la Gestapo en 1943, puis relâché. À la Libération de Toulouse, il fait partie du Comité de Libération de la ville aux côtés de Pierre Bertaux. Il poursuit son engagement humaniste après la guerre.

## Histoire
En 1940, une première cité universitaire est installée dans des pavillons abandonnés par la Poudrerie nationale dans le quartier Papus. Elle accueille les étudiants réfugiés. Elle est cependant détruite en 1944 par les forces d'occupation allemandes. En 1949, la Poudrerie nationale est contrainte d'abandonner des terrains qu'elle possède sur l'île du Ramier. C'est à cet emplacement qu'est reconstruite la nouvelle cité universitaire Papus. Elle est élevée progressivement entre 1953 et 1967, sur les plans de l'architecte Robert-Louis Valle, puis de Fabien Castaing. La cité est finalement officiellement inaugurée par le président de la République, Charles de Gaulle, le 14 février 1959. En 1966, la cité universitaire prend le nom de Daniel Faucher.

## Patrimoine et lieux d'intérêt

### Cité universitaire Daniel-Faucher
Patrimoine XXe siècle (2017).
La cité Daniel-Faucher est construite en plusieurs tranches, entre 1953 et 1967, par les architectes Robert-Louis Valle et Fabien Castaing, représentants du mouvement moderne à Toulouse. Leur conception est une référence explicite aux idées de Le Corbusier, où se ressent l'influence du pavillon suisse de la Cité universitaire de Paris et de l'unité d'habitation de Marseille. Elle occupe un vaste espace boisé de 15 hectares. La cité universitaire est rénovée une première fois entre 1990 et 2000 par les architectes Nicole et Jean-Philippe Loupiac. Elle est cependant durement touchée par l'explosion de l'usine AZF, le 21 septembre 2001,. Entre 2010 et 2021, elle bénéficie d'une nouvelle rénovation.
Les bâtiments de logements 1 et 2 sont élevés par Robert-Louis Valle entre 1953 et 1954. Ils possèdent une ossature en béton, tandis que la brique est utilisée en plaquis de parement. Ils se composent d'une longue barre de logements de cinq étages. Le rez-de-chaussée, libéré par l'utilisation de pilotis, est occupé par des espaces de circulation et le hall d'entrée qui donne accès, en arrière de la barre, à une tour de distribution verticale, occupée par les escaliers. À chaque étage, un couloir central distribue 40 chambres d'étudiants. Les travaux se poursuivent, entre 1955 et 1957 par la construction des bâtiments de logements 3 à 6, semblables aux deux premiers, mais qui ne s'élèvent que sur quatre étages,.
Les bâtiments de logements 7 et 8 sont construits entre 1963 et 1967 par l'architecte Fabien Castaing. Ils sont conçus comme deux barres sur pilotis avec deux circulations verticales intérieures, et 50 chambres par étage. L'ossature des bâtiments est en béton. La brique est utilisée en plaquis de parement.
Le restaurant universitaire est construit entre 1950 et 1952 par Robert-Louis Valle. Le rez-de-chaussée est occupé par des pilotis de béton. À l'étage, la salle de restauration est à double hauteur. L'accès à la mezzanine se fait par un grand escalier courbe. Elle est marquée en façade par les brise-soleil verticaux en béton,. Le bâtiment est cependant désaffecté à la fin des années 1990, puis laissé à l'abandon après 2001, subissant par la suite des dégradations importantes. En 2017, il est vendu par le CROUS à un promoteur immobilier, la Compagnie de Phalsbourg, qui en confie la rénovation à l'architecte Dominique Perrault.
Le stade universitaire est aménagé en 1955. Il possède, outre les terrains de jeux, un grand gymnase avec gradins, une salle de jeux, un pavillon de gardien et une chaufferie.

### Institut de mécanique des fluides
Inscrit MH (1997, soufflerie de Banlève) et  Patrimoine XXe siècle (2007).
En 1907, le conseil municipal, conjointement avec l'université, institue un cours municipal d'électricité industrielle, devenu l'année suivante l'Institut d'électrotechnique et de mécanique appliquée. En 1913, son directeur, Charles Camichel, qui s'intéresse tout particulièrement à l'hydraulique, fonde le Laboratoire de recherches hydrauliques près de la chaussée de Banlève, entre l'île du même nom et l'île du Ramier. Il y mène des études sur modèles réduits pour servir aux études préparatoires à la construction des grands barrages hydro-électriques des Pyrénées. Le laboratoire prend de l'ampleur et devient l'Institut de mécanique des fluides (IMFT) en 1930. En 1936, le ministère de l'Air décide d'implanter une soufflerie afin de répondre au développement des études aérodynamiques et de l'aviation. En 1948, l'IMFT est intégré à l'École nationale supérieure d'électrotechnique, d'électronique, d'informatique, d'hydraulique et des télécommunications (ENSEEIHT), dirigée par Léopold Escande. Le développement des recherches stimule la création de nouvelles filières d'enseignement et la construction de nouveaux bâtiments, tels que le hall des maquettes et le laboratoire hydraulique. En 1966, l'IMFT passe un partenariat avec Centre national de la recherche scientifique (CNRS), et en 1995, il est intégré au Laboratoire de modélisation en mécanique des fluides de l'université Toulouse-III-Paul-Sabatier. Il est désormais placé sous la tutelle du CNRS, de l'INP-ENSEEIHT et de l'université.
La soufflerie est créée en 1936, mais elle alors à l'air libre : il faut attendre 1940 pour qu'elle soit intégrée dans un bâtiment afin de permettre son utilisation quelles que soient les conditions atmosphériques. René Kieger, architecte du ministère de l'Air, réalise un édifice selon les conceptions de l'architecture moderne, et particulièrement de l'expressionnisme, dans lesquelles la forme est dictée par la fonction. Le bâtiment, qui se présente comme un grand vaisseau en brique, possède une ossature en béton. Sur le côté sud, des volets mobiles permettent l'entrée d'air. La sortie d'air s'effectue à l'ouest par une vaste façade courbe, constituée de fines ailettes de béton, qui fait face à l'avenue du Grand-Ramier. La couverture se compose d'une dalle en béton suspendue à une charpente extérieure d'arcs en béton cintrés. Les éléments de la soufflerie, à l'intérieur, se composent de deux cylindres imbriqués. Le premier, à la paroi de béton alvéolée, permet de réguler l'entrée d'air, tandis que le deuxième, en ossature béton et briques, abrite la salle d'expérience et les appareils de mesure. La soufflerie est de type Eiffel à veine libre, sur le modèle de la soufflerie de Gustave Eiffel construite en 1912 rue Boileau à Paris (actuel no 67). Elle fait 26 mètres de longueur, 2,40 mètres de diamètre et a une vitesse de 40 mètres par seconde,.
En 1949, un laboratoire est créé en arrière de la soufflerie afin d'installer les maquettes, qui sont alors en plein air. L'espace est couvert entre 1960 et 1962 par une vaste halle d'architecture métallique, due à l'architecte Robert Trilhe, la halle Castex.
Le hangar du canal vitré est construit en 1955. Il se dresse au-dessus de l'ancien canal.
Le bâtiment Escande, construit en 1965, est destiné à la recherche en mécanique des fluides.
Le bâtiment Nougaro est construit entre 1988 et 1991 le long de la Garonne, à l'emplacement du petit laboratoire des cheminées d'équilibre, aménagé en 1954. Il porte le nom de Jean Nougaro, président de l'INP.
Le bâtiment TGV est construit en 1990.